# Divlea, Pernik
Divlea (în bulgară Дивля) este un sat în comuna Zemen, regiunea Pernik,  Bulgaria. 

## Demografie
Componența etnică a satului Divlea
     Bulgari (98,03%)
     Nicio identificare (1,96%)
     Altele (0%)
La recensământul din 2011, populația satului Divlea era de 153 locuitori. Din punct de vedere etnic, majoritatea locuitorilor (98,03%) erau bulgari. Pentru 1,96% din locuitori nu este cunoscută apartenența etnică.